# Zaragoza (kommun i Colombia, Antioquia, lat 7,48, long -74,88)
Zaragoza är en kommun i Colombia.   Den ligger i departementet Antioquía, i den norra delen av landet, 300 km norr om huvudstaden Bogotá. Antalet invånare är 26 959.